# Ist
Ist es una localidad de Croacia en el ejido de la ciudad de Zadar, condado de Zadar.

## Geografía
Se encuentra a una altitud de 102 m s. n. m. sin conexión terrestre con la capital nacional, Zagreb.

## Demografía
En el censo 2011 el total de población de la localidad fue de 182 habitantes.
| Gráfica de población de Ist 1857-2011                               |
|                                                                     |
| Según los censos de población de la oficina estadística de Croacia. |